# Cantó de Ròchafòrt
El cantó de Ròchafòrt és un cantó francès del departament del Puèi Domat, situat al districte de Clarmont d'Alvèrnia. Té 17 municipis i el cap és Ròchafòrt.

## Municipis
- Aurières
- La Bourboule
- Ceyssat
- Gelles
- Heume-l'Église
- Laqueuille
- Mazaye
- Le Mont-Dore
- Murat-le-Quaire
- Nébouzat
- Olby
- Orcival
- Perpezat
- Ròchafòrt
- Saint-Bonnet-près-Orcival
- Saint-Pierre-Roche
- Vernines

## Història
| Data d'elecció                           | Identitat                | Partit           | Qualitat |
| ---------------------------------------- | ------------------------ | ---------------- | -------- |
| 1958-1974                                | Valéry Giscard d'Estaing | RI               |          |
| 1974-1976                                | Pierre Madeuf            | RI               |          |
| 1976-1988                                | Claude Wolff             | UDF              |          |
| 1988-1994                                | Marcel Bony              | PS               |          |
| 1994-                                    | Jean-Marc Boyer          | RPR, després UMP |          |
| les dades anteriors no són pas conegudes |                          |                  |          |
|                                          |                          |                  |          |

## Demografia
| 1962   | 1968   | 1975   | 1982   | 1990   | 1999   | 2007   |
| ------ | ------ | ------ | ------ | ------ | ------ | ------ |
| 11.573 | 12.275 | 11.747 | 11.643 | 11.073 | 10.601 | 10.987 |